# Heji
Heji (kinesiska: 和吉镇, 和吉) är en köping i Kina. Den ligger i den autonoma regionen Guangxi, i den södra delen av landet, omkring 97 kilometer nordost om regionhuvudstaden Nanning. Antalet invånare är 32096. Befolkningen består av 15 601 kvinnor och 16 495 män. Barn under 15 år utgör 24,0 %, vuxna 15-64 år 66 %, och äldre över 65 år 9,0 %.
Genomsnittlig årsnederbörd är 2 090 millimeter. Den regnigaste månaden är juni, med i genomsnitt 346 mm nederbörd, och den torraste är januari, med 46 mm nederbörd.